# Avengers: Infinity War
Avengers: Infinity War (lit. ‘Els Venjadors: guerra de l'infinit’) és una pel·lícula nord-americana de superherois basada en l'equip de superherois de Marvel Comics, Els Venjadors, produïda per Marvel Studios i distribuïda per Walt Disney Studios Motion Pictures. Seqüela d'Avengers i Avengers: Age of Ultron, sent la dinovena pel·lícula en l'Univers cinematogràfic de Marvel. Dirigida per Anthony i Joe Russo a partir d'un guió escrit per Christopher Markus i Stephen McFeely, compta amb un repartiment coral que inclou a Robert Downey Jr., Chris Evans, Chris Hemsworth, Mark Ruffalo, Jeremy Renner, Scarlett Johansson, Chris Pratt, Elizabeth Olsen, Paul Bettany, Benedict Cumberbatch, Tom Holland, Anthony Mackie, Sebastian Stan, Paul Rudd, Don Cheadle, Danai Gurira, Evangeline Lilly, Zoe Saldaña, Bradley Cooper, Dave Bautista, Vin Diesel, Tom Hiddleston, Gwyneth Paltrow, Jon Favreau i Josh Brolin.
La pel·lícula es va estrenar mundialment el 23 d'abril de 2018.

## Argument
Mentre Els Venjadors i els seus aliats continuen protegint al món d'amenaces massa grans perquè un sol heroi les pugui gestionar, un nou perill emergeix d'entre les ombres còsmiques: Thanos. Com dèspota de la infàmia intergalàctica, la seva meta és recol·lectar les sis Gemes de l'Infinit, artefactes d'inimaginable poder, i fer-les servir per imposar els seus retorçats desitjos a tota la realitat. Tot allò pel qual els nostres herois han lluitat els ha portat a aquest moment. El destí de la Terra i de la pròpia existència mai ha estat més incert.

## Rodatge
El rodatge de la pel·lícula va començar el 23 de gener de 2017, sota el títol de treball Mary Lou, 11 a Pinewood Atlanta Studios situat a Fayette County (Geòrgia), 12 amb Trent Opaloch com el director de fotografía.13 es té previst que el rodatge conclourà entre octubre i novembre de 2017. La filmació addicional es durà a terme a Escòcia, duent-se a terme a Edinburgh, Glasgow i les Scottish Highlands a partir de febrer de 2018 i s'espera que duri sis meses. El rodatge va finalitzar el 15 de juliol del 2017 quan els directors Joe i Anthony Russo ho van anunciar a través del seu compte d'Instagram.
El pressupost de la pel·lícula ha sigut de 400.000.000 de dólars.

## Trailer
El 16 de març Marvel va estrenar el tràiler oficial de la pel·lícula en el seu canal de YouTube.

## Protagonistes

### Avengers i New Avengers
- Robert Downey Jr. com a Tony Stark/ Iron Man
- Chris Evans com a Steve Rogers/ el Capità Amèrica
- Chris Hemsworh com a Thor
- Scarlett Johansson com a Natasha Romanoff/ la Vídua Negra
- Mark Ruffalo com a Bruce Banner/ la Massa
- Jeremy Renner com a Clinton Barton/ Hawkeye
- Paul Bettany com a Visió
- Don Cheadle com a James Rhodes/ War Machine
- Sebastian Stan com a Bucky/ the Winter Soldier
- Anthony Mackie com a Sam Wilson/ el Falcó
- Elizabeth Olsen com a Wanda Maximoff/ la Bruixa Escarlata
- Paul Rudd com a Scott Lang/ l'Home Formiga
- Benedict Cumberbatch com el Dr. Stephen Strange
- Tom Holland com a Peter Parker/ Spiderman
- Chadwick Boseman com a T'Challa/ Black Panther

### Guardians de la Galàxia
- Chris Pratt com a Star-Lord/ Peter Quill
- Bradley Cooper com a Rocket
- Dave Bautista com a Drax
- Vin Diesel com a Groot
- Zoe Saldana com a Gamora
- Pom Klementieff com a Mantis

### Antagonistes
- Josh Brolin com a Thanos

### Aliats
- Gwyneth Paltrow com a Pepper Potts
- Cobie Smulders com a Maria Hill
- Tom Hiddleston com a Loki
- Idris Elba com a Heimdall
- Benicio del Toro com a Taneleer Tivan
- Danai Gurra com a Okoye
- Jon Favreau com a Happy Hogan

## Anàlisi
La pel·lícula presenta un dilema moral mitjançant dos posicions ètiques: Thanos representa l'utilitarisme positiu portat a l'extrem lògic i el Capità Amèrica, l'imperatiu categòric kantià.